# Heinrich Philipp Hedemann
Heinrich Philipp August Hedemann (* 16. August 1800 in Berlin oder Treptow an der Rega; † 24. März 1872 in Berlin) war ein Jurist, Kommunalpolitiker und Berliner Bürgermeister von 1860 bis 1872.

## Leben

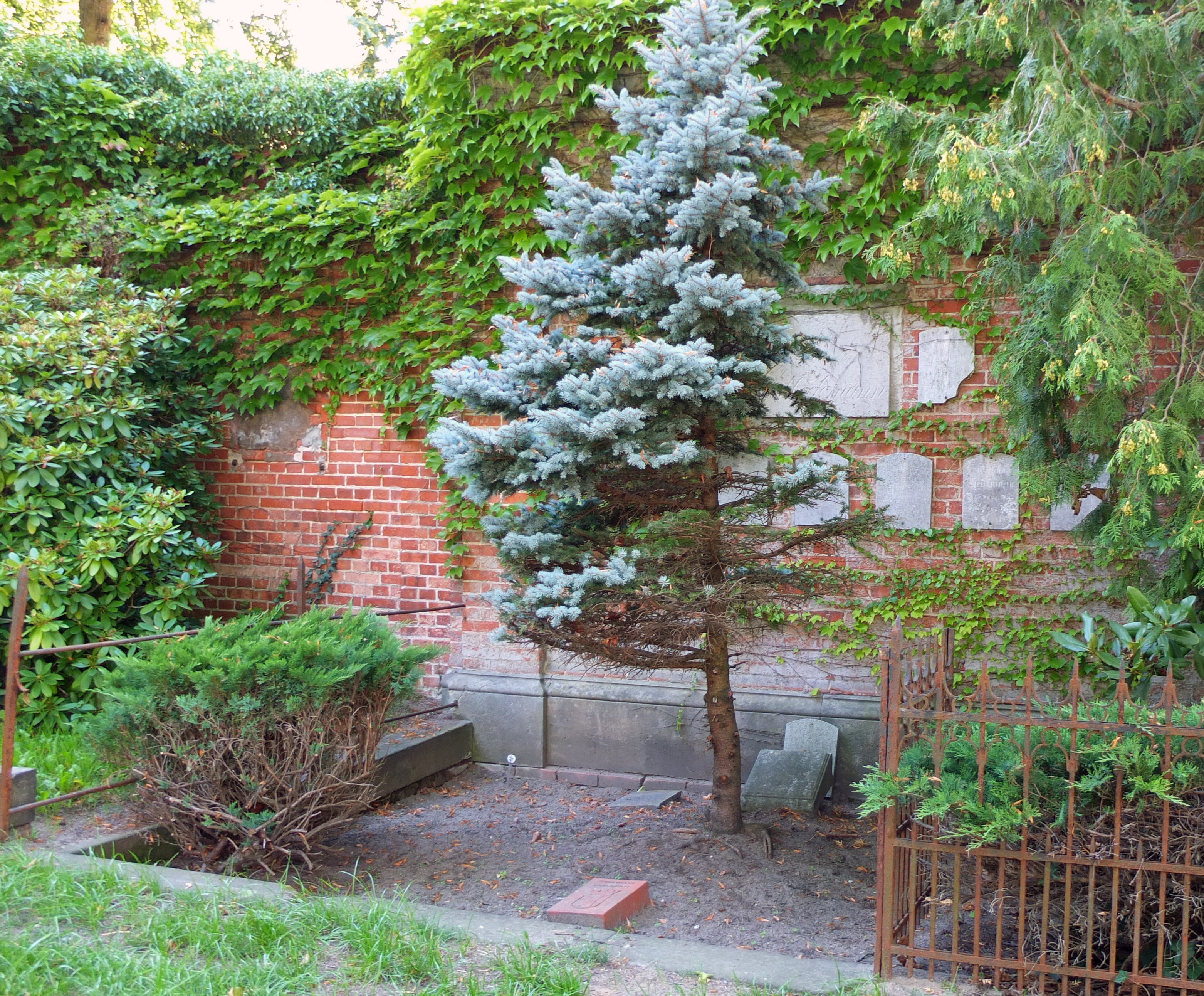
Grabstätte auf dem Alten Luisenstädtischen Friedhof (2016)

Als Sohn eines Steuerrates geboren, studierte Hedemann nach dem Besuch des Gymnasiums in Demmin Rechtswissenschaften in Berlin, Greifswald und Göttingen. Während seines Studiums wurde er 1820 Mitglied der Berliner Burschenschaft Arminia und 1821 der burschenschaftlichen Allgemeinheit Greifswald. 1821 wurde er wegen seiner burschenschaftlichen Betätigung in Greifswald zu Karzerhaft verurteilt. Nach seinem Abschluss wurde er Assessor beim Oberlandesgericht Köslin.
1830 wurde Hedemann Referendar beim Kammergericht Berlin und erhielt 1832 das Berliner Bürgerrecht. Ab 1832 arbeitete er als Stadtrat von Berlin und wurde 1834 Syndikus der Stadt. Von 1844 bis 1848 war als Mitbegründer und Vertreter des Magistrates Vorsitzender des neugegründeten Berliner Handwerkervereines, eines freiwilligen Zusammenschlusses von Arbeitern, Meistern und Gesellen unterschiedlicher Berufe. 1860 wurde er zum Bürgermeister und stellvertretenden Oberbürgermeister gewählt; er übte das Amt bis zu seinem Tode aus.
Hedemann war Freimaurer und seit 1836 Mitglied in einer der Logen der Berliner Grossloge  Royal York zur Freundschaft.
Nach seinem Tod 1872 wurde in der südlichen Friedrichstadt eine Straße nach ihm benannt: die Hedemannstraße verbindet die Stresemannstraße über die Wilhelmstraße hinweg mit der Friedrichstraße.
Heinrich Hedemann wurde auf dem Alten Luisenstädtischen Friedhof beigesetzt. Die Grabstätte war von 1964 bis 2017 als Ehrengrab des Landes Berlin gewidmet.

## Ehrungen
- Eisernes Kreuz am weißen Bande
- Roter Adlerorden 3. Klasse mit Schleife
- Ritterkreuz des Königlichen Hausordens von Hohenzollern